# Patricio Salas
Patricio Salas Quintal (ur. 17 lutego 2004 w Méridzie) – meksykański piłkarz występujący na pozycji napastnika, od 2023 roku zawodnik Amériki.